# Mercedes-Benz Baureihe 222
Die Mercedes-Benz Baureihe 222 war die zehnte Generation der in der Oberklasse bzw. Luxusklasse angesiedelten S-Klasse der Marke Mercedes-Benz. Die Weltpremiere fand am 15. Mai 2013 in Hamburg statt.
Die Produktion lief am 12. Juni an, während die Markteinführung auf den 20. Juli festgesetzt war.
Die Limousine der Baureihe 222 trat die Nachfolge der Baureihe 221 an. Das Coupé (C 217) löste ab Spätsommer 2014 den CL ab und wurde als S-Klasse Coupé vermarktet. Im Februar 2015 erschien mit dem Mercedes-Maybach S 400 (China, Russland), S 500 und S 600 eine nochmals verlängerte Variante (X 222). Anfang 2016 wurde der Mercedes-Maybach S 600 Pullman (VV 222) eingeführt, eine nochmals auf 6,50 m verlängerte Pullman-Limousine.
Der Einstiegspreis der Baureihe 222 lag zur Markteinführung bei rund 80.000 Euro. Das Nachfolgemodell der Baureihe 223 präsentierte der Hersteller am 2. September 2020.

## Modellgeschichte

### Allgemeines
Die Baureihe 222 basiert auf dem Vorgängermodell, der Baureihe 221, hat die gleiche Bodengruppe und dessen Typenzulassung (Carry-Over-Prinzip). Damit war das neue Modell formal betrachtet eine Variante der Baureihe 221. Die Übernahme der Typenzulassung war auch juristisch von Bedeutung, da weiterhin das Kältemittel R134a verwendet werden konnte, das für Autos, die ihre Typenzulassung nach 2011 erhielten, unzulässig ist. So konnte das unter Sicherheitsaspekten umstrittene, aber weniger klimaschädliche Kältemittel R1234yf vermieden werden. Zum Zeitpunkt der Markteinführung war R1234yf die einzige technisch mögliche Alternative für neue Typenzulassungen. Die Radstände sind infolge der Übernahme der Bodengruppe identisch mit denen des Vorgängermodells.
Die Entwickler betonten, dass im Gegensatz zu den Vorgängergenerationen bei diesem Modell die Langversion (V 222) das Ausgangsmodell der Entwicklung war, wovon die Normalversion (W 222) abgeleitet wurde. Dies kann allerdings durch verschiedene Aussagen beispielsweise durch Bruno Sacco zur Baureihe 140 widerlegt werden, bei der am Anfang nur eine Version mit langem Radstand geplant war und erst gegen Ende der Entwicklung auch eine Version mit kurzem Radstand entstand. Grund jedenfalls für die Entscheidung, den Fokus wieder auf die Langversion zu legen, sei die schwindende Bedeutung von Oberklasselimousinen in Europa durch gesunkene Absatzzahlen. Gleichzeitig wuchsen der amerikanische und der chinesische Markt, der zu Beginn des zweiten Jahrzehnts der 2000er-Jahre der bedeutendste des S-Klasse-Absatzes geworden war. Auf diesen Märkten wurden vorrangig die Langversionen als Chauffeurslimousinen abgesetzt.
Nach Produktionseinstellung der bisher über der S-Klasse angesiedelten Maybach-Limousinen gibt es neben den bisherigen Radständen (normal: W 222, lang: V 222) eine extralange Variante, die unter der Submarke Mercedes-Maybach geführt wird. Intern wird dieses Modell als X 222 bezeichnet.
2019 wurden 130 Exemplare der Mercedes-AMG-Version mit 12-Zylinder als Final Edition verkauft.

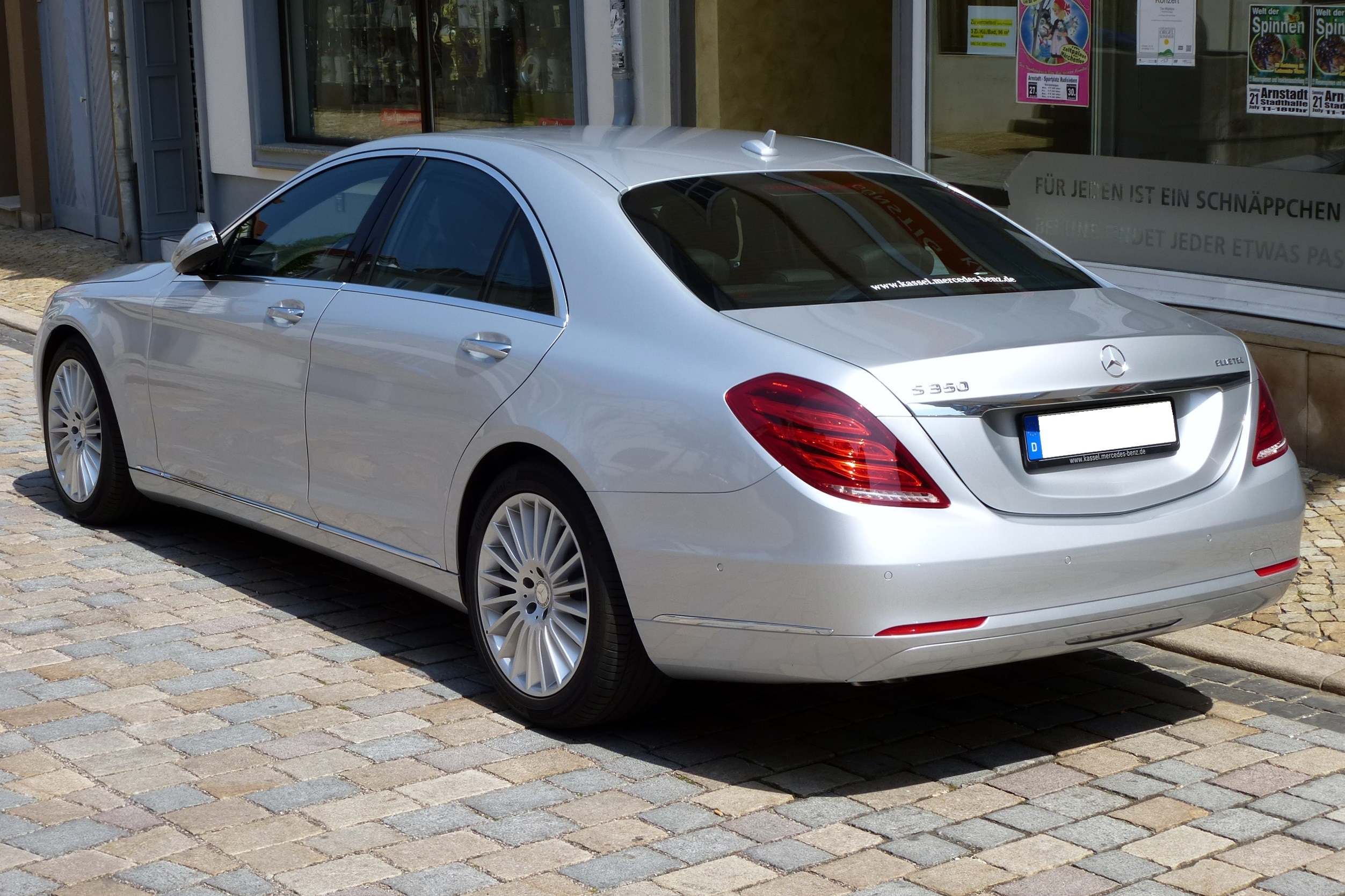
Heckansicht
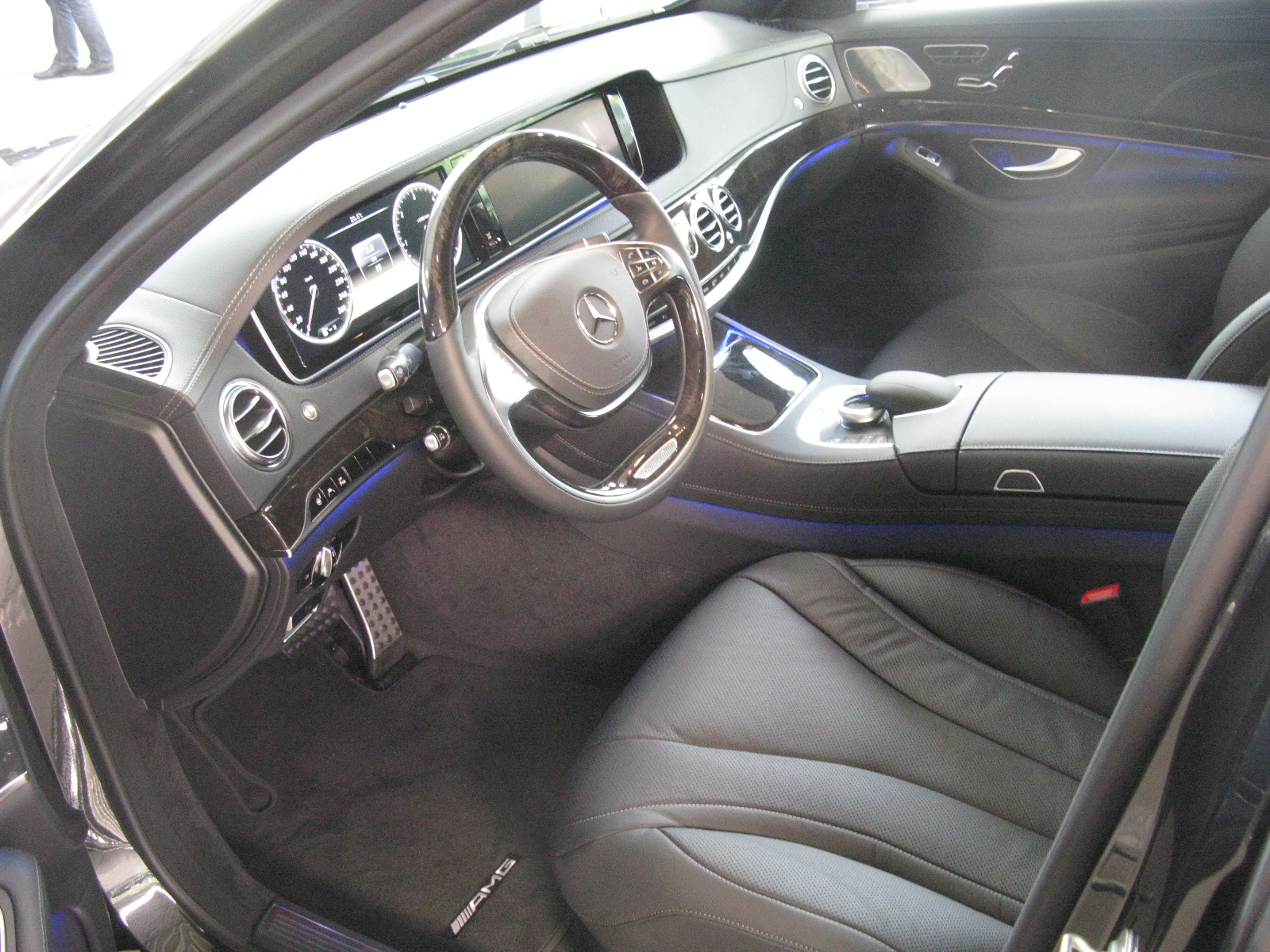
Innenraum
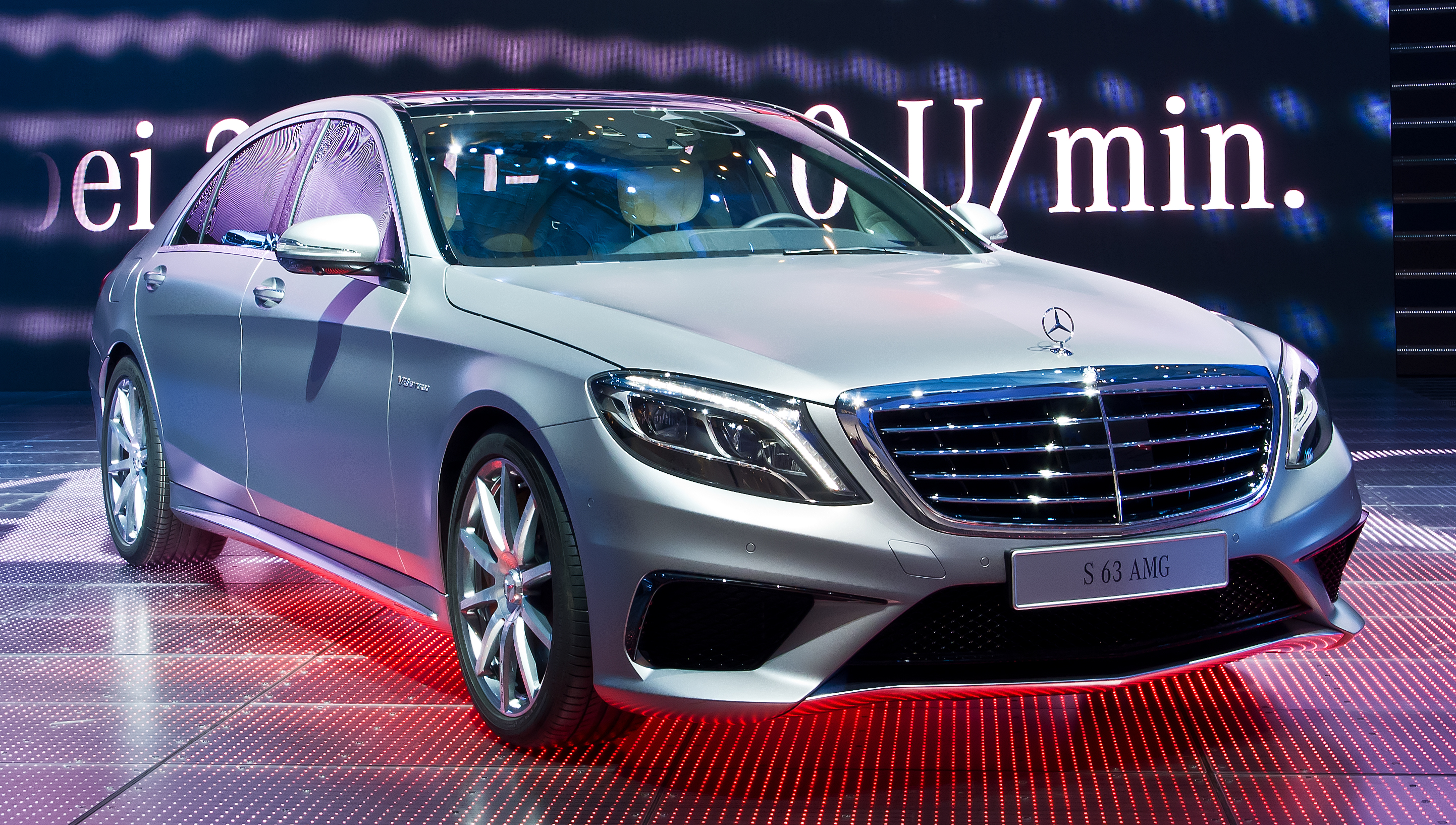
Mercedes-Benz S 63 AMG (2013–2017)
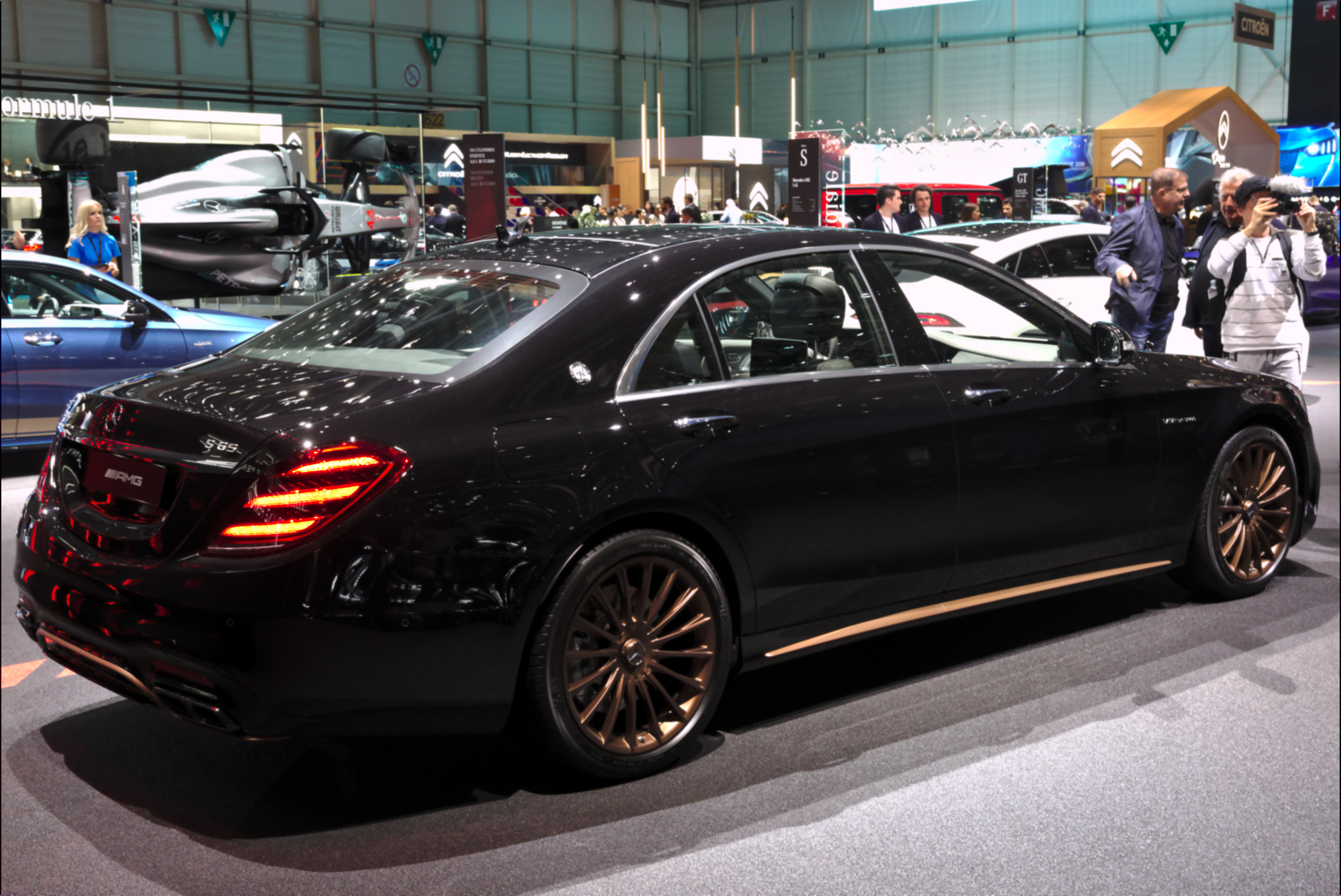
Mercedes-AMG S 65 Final Edition (2019)
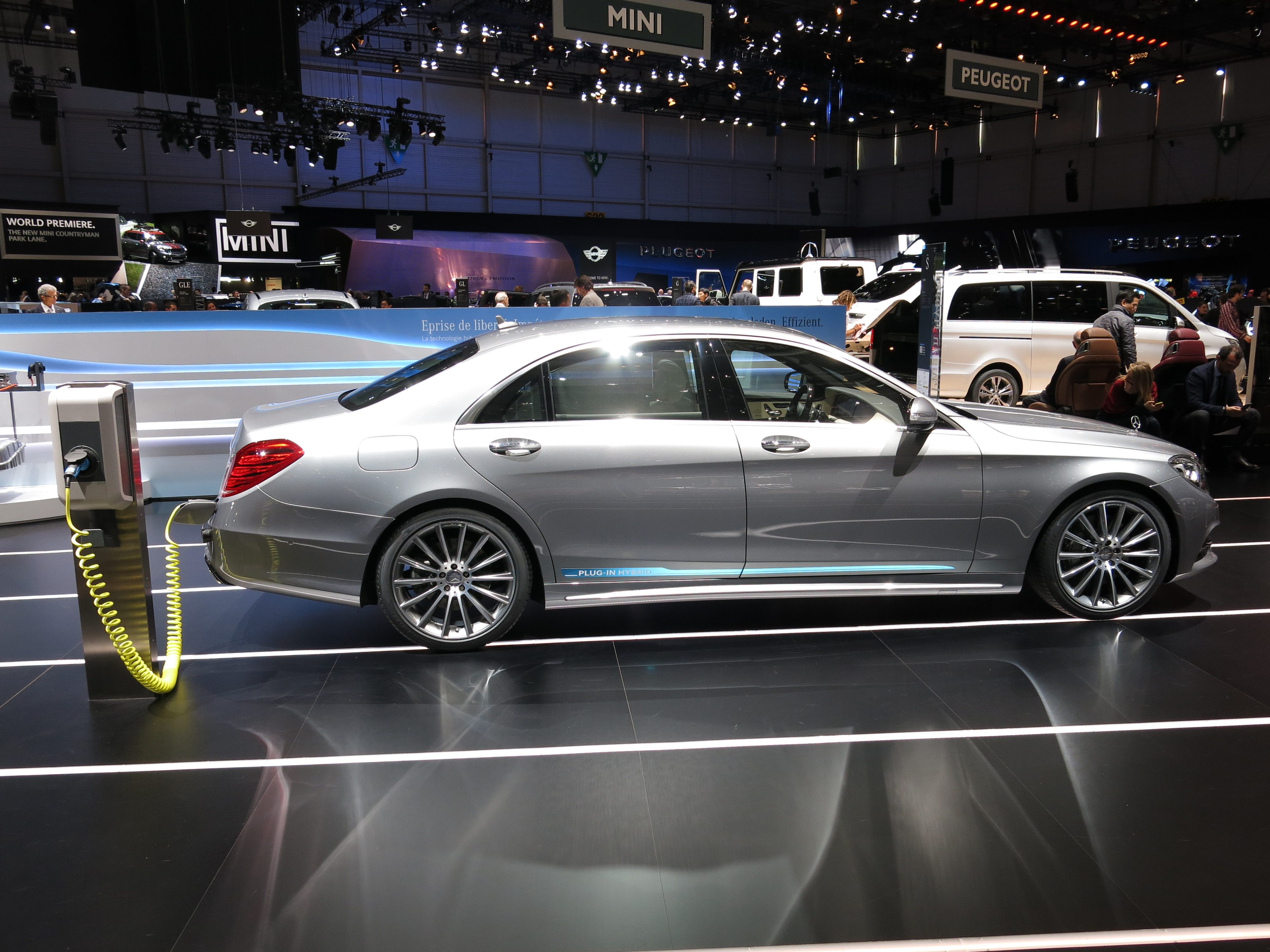
Mercedes-Benz S 500 PLUG-IN HYBRID (2014–2017)
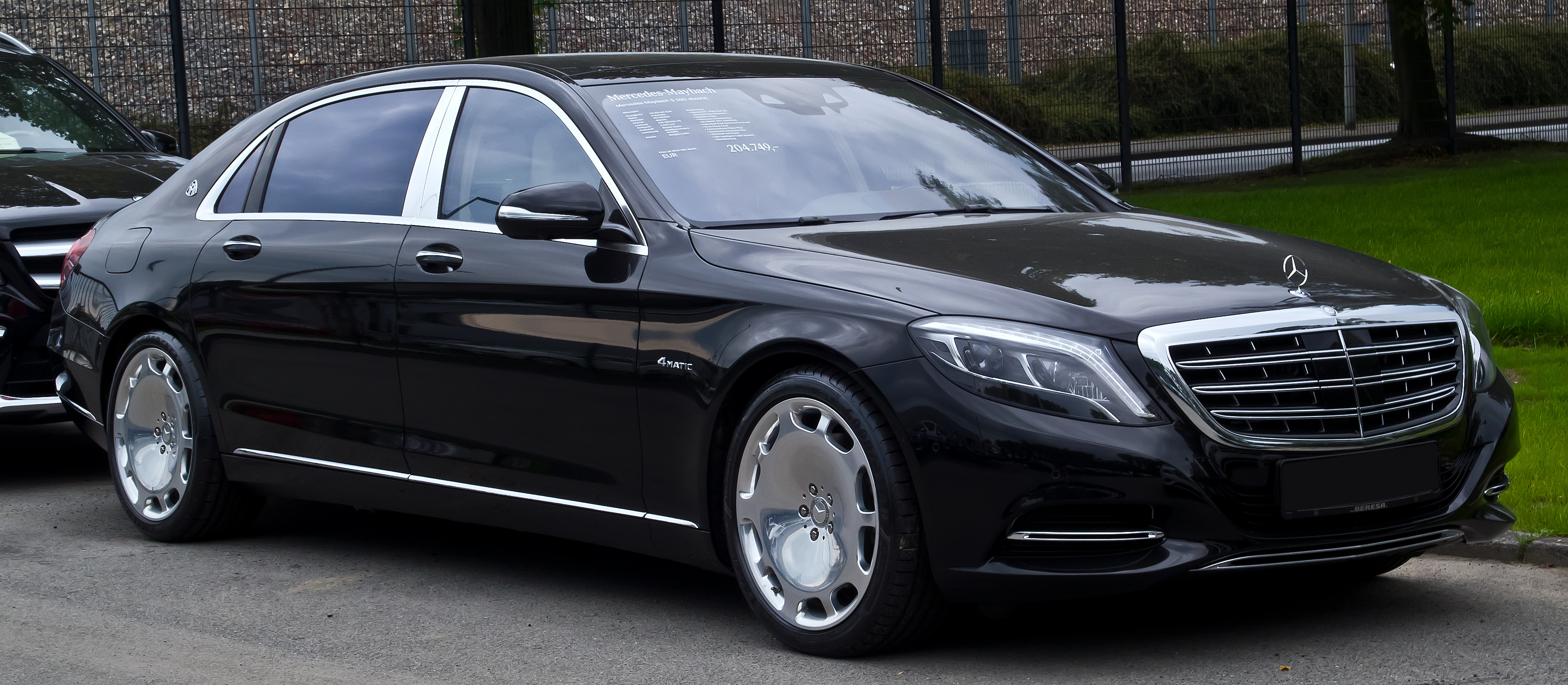
Mercedes-Maybach S 500 4MATIC (2015–2017)
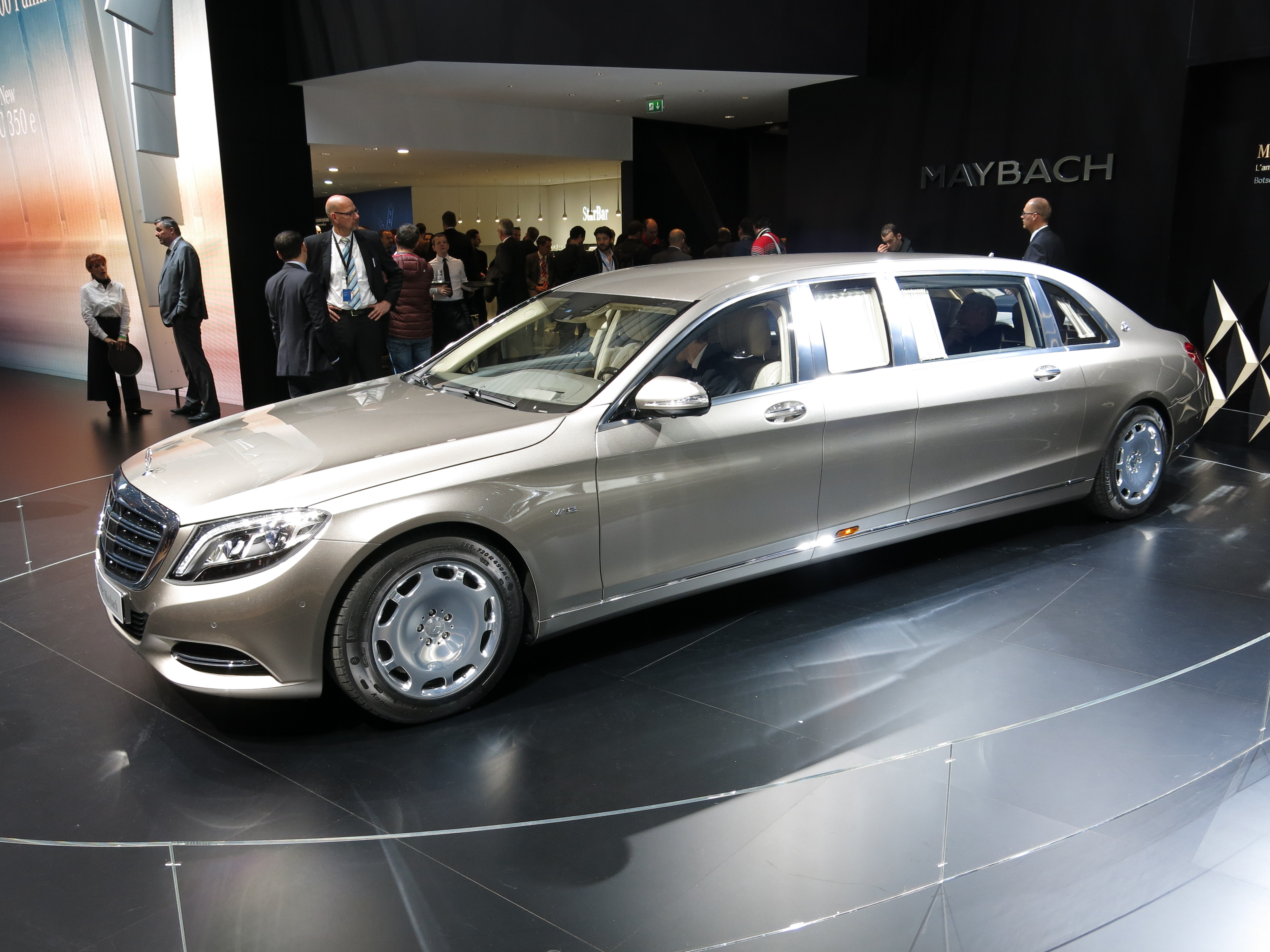
Mercedes-Maybach S 600 Pullman (2016–2018)
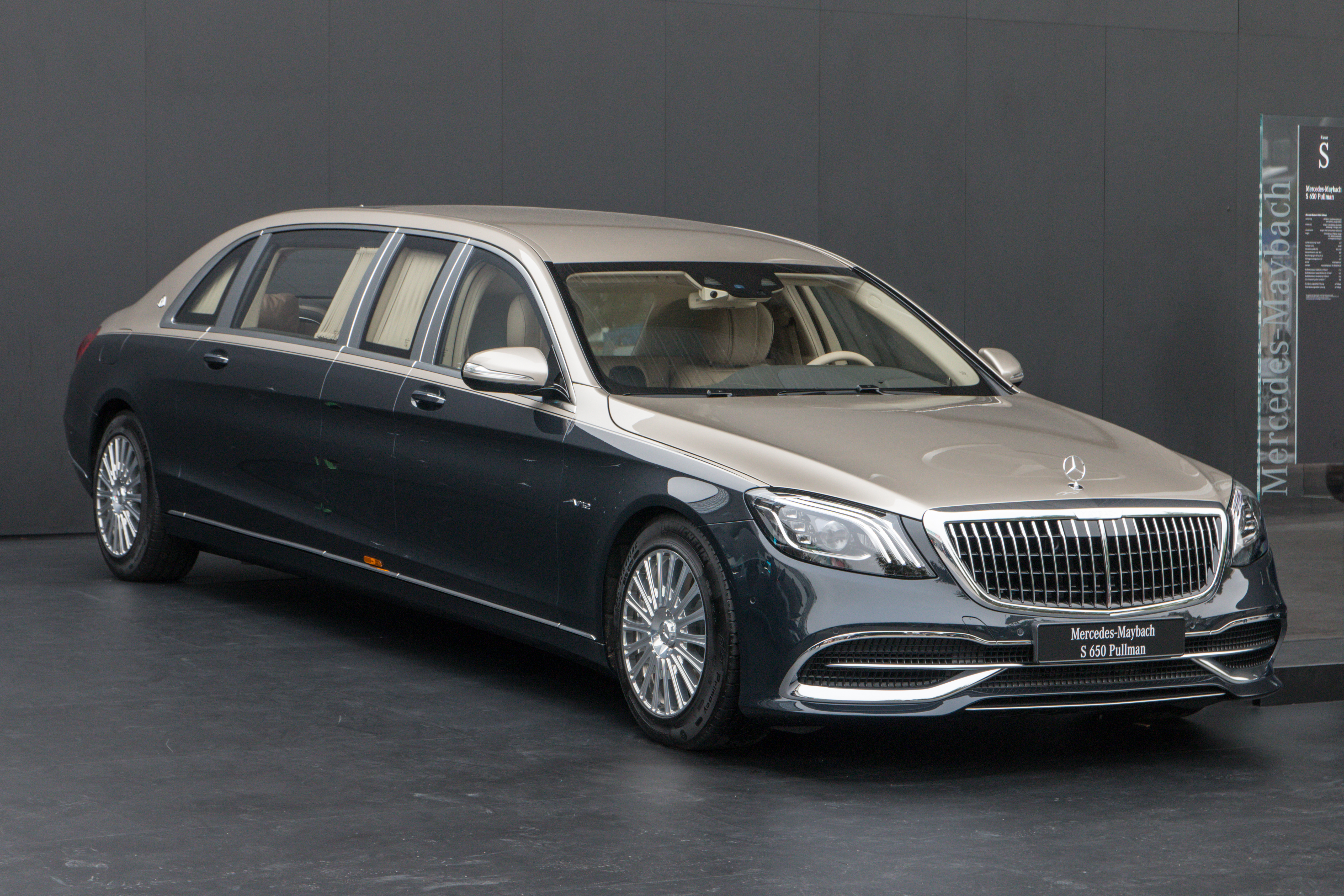
Mercedes-Maybach S 650 Pullman (2019)

### Entwicklung
Bei der zehnten Generation der S-Klasse sollten Lärm, Schwingungen, Vibrationen sowie Blendungen stark reduziert werden. Gerüche und eine optimale Klimatisierung standen ebenso im Vordergrund der Entwicklung. So war in der Baureihe 222 das Beduftungssystem aus dem Maybach erhältlich. Die Bedienelemente im Fahrzeug wurden anhand anthropometrischer Gesichtspunkte entwickelt. Der Geräuschkomfort sollte durch ein aerodynamisches Karosseriedesign verbessert worden sein, der {\displaystyle c_{w}}-Wert wird mit 0,24 angegeben. Die Materialqualität und Verarbeitung sollten sich nun an den Modellen von Bentley und Rolls-Royce orientieren.

#### Assistenzsysteme
Die Baureihe 222 enthält eine Vielzahl neu entwickelter Fahrerassistenzsysteme, die auf untereinander vernetzten Fern-, Nahbereichs- und (Mehrbereichs-)Radaren, Stereokameras, Infrarot-Video und Ultraschall-Sensoren basieren, die alle nicht nur den vorderen Bereich, sondern auch den hinteren und die seitlichen Bereiche des Fahrzeuges überwachen. So ist auf Wunsch ein Geisterfahrerwarnsystem, das in Zusammenarbeit mit der Continental AG entwickelt wurde, erhältlich. Bei diesem System erkennt eine im oberen Bereich der Windschutzscheibe eingebaute Kamera die entsprechenden Schilder, um bei Bedarf Warnsignale in zwei Stufen auszulösen. Zunächst sind es optische und akustische Warnhinweise. Wird die Fahrt dennoch fortgesetzt, werden die Gurte mehrmals kurzzeitig gestrafft, das Lenkrad beginnt zu vibrieren und das Fahrzeug beginnt mit kurzen selbsttätigen Bremsungen. Der Spurhalteassistent wurde weiterentwickelt und arbeitet nun aktiv, sodass Gegenverkehr und Fahrzeuge auf der benachbarten Spur erkannt werden und das System das Verlassen der Spur durch einseitige Bremseingriffe verhindert. Das Sicherheitssystem Pre-Safe wurde in dritter Generation ebenso weiterentwickelt und erkennt Fußgänger. Um einen Unfall zu vermeiden, bremst die sogenannte Pre-Safe-Bremse bis zu einer Geschwindigkeit von 50 km/h voll selbsttätig ab. Das System wurde ferner um Pre-Safe Plus erweitert, das eine drohende Heckkollision erkennt, sodass Folgeunfälle mit dem vorausfahrenden Fahrzeug verhindert werden können, da das stehende Fahrzeug bei einer Kollision festgebremst wird. Auch Distronic Plus wurde weiterentwickelt und um einen Lenkassistenten erweitert, sodass das Fahrzeug selbsttätig Staufolgefahrten absolvieren und die Spur halten und gegebenenfalls korrigieren kann.
Eine weitere Weltneuheit im Automobilbau war das Aktive Gurtschloss auf den hinteren Sitzen, das bei Öffnen der Fondtüren um sieben Zentimeter ausfährt. Bei einer erkannten Gefahr werden die Gurtschlösser außerdem um vier Zentimeter abgesenkt und die Gurte damit gestrafft, um die Passagiere stärker zu fixieren.
Ein sogenannter Beltbag, ein bis auf die dreifache Breite aufblasbares Gurtband, auf den hinteren Sitzplätzen sollte das Verletzungsrisiko weiter senken.
Als weltweit erstes Fahrzeug hatte die S-Klasse keine Glühlampen mehr. Sie wurden durch über 190 LEDs ersetzt. Durch den Einsatz von LEDs anstelle der bisherigen Glühlampen sollte der Stromverbrauch auf ein Viertel reduziert worden sein. Für das neu entwickelte LED-Abblendlicht werden 34 Watt benötigt (für Halogen-Glühlampen 120 Watt und für Xenonlicht 84 Watt).

#### Fahrwerk
Zur Grundausstattung gehörte das bei allen Modellen lieferbare AirMatic-Fahrwerk. Ab dem S 500 war für hinterradgetriebene Modelle das Aktivfahrwerk Magic Body Control gegen Aufpreis erhältlich.
Magic Body Control erkennt mithilfe von Stereo-Kameras Fahrbahnunebenheiten im Vorfeld (Road Surface Scan) und passt die Dämpfer an. Es basiert auf dem Active-Body-Control-Fahrwerk aus der Vorgängerbaureihe. Die Messgenauigkeit der Stereokamera liegt zwischen einem und zwei Millimetern und umfasst fünf bis 15 Meter des sich vor dem Fahrzeug befindenden Bereiches. Auf diese Weise sollen Aufbaubewegungen der Karosserie ausgeglichen werden. Das System funktioniert tagsüber bei guten Sichtverhältnissen und trockenem Fahrbahnbelag (nicht bei Nässe) sowie bis zu einer Geschwindigkeit von 130 km/h.

#### Innenraum

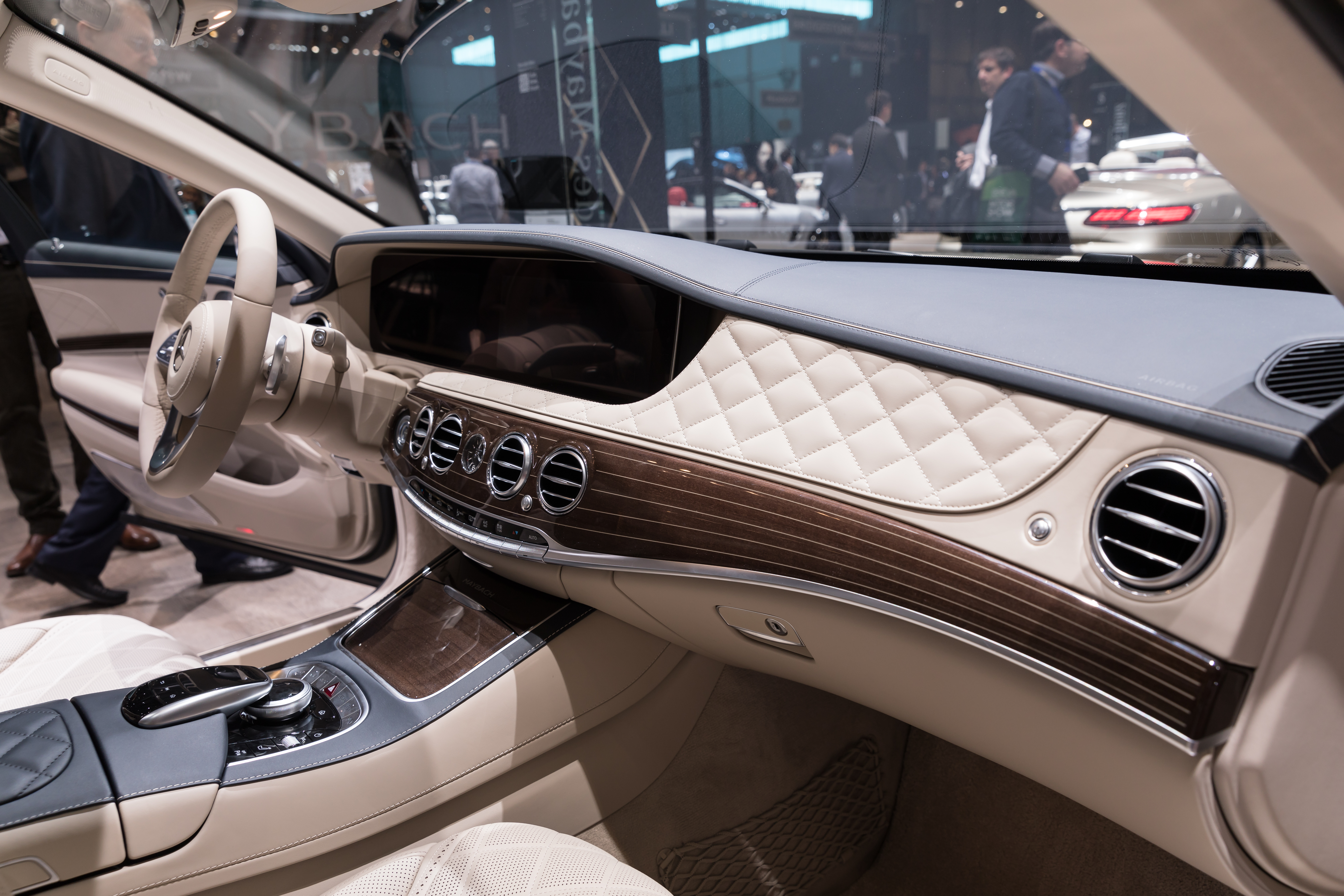
Cockpit der modellgepflegten Baureihe 222 (hier als Mercedes-Maybach S 650)

Im Innenraum bietet die Baureihe 222 zwei LC-Bildschirme mit einer Diagonale von je 12,3 Zoll. Während der linke Bildschirm einen digitalen Tachometer zeigt, werden über den rechten Bildschirm die Informationen des Comand-Systems (mit Intel Atom) wiedergegeben. Die Sitze wurden neu gestaltet. Auf Wunsch waren 14 Luftkissen je Sitz für sechs verschiedene Massageprogramme oder zur Erwärmung gezielter Bereiche erhältlich. Neu war ferner das Soundsystem von Burmester, das bisher nur in hochpreisigen Fahrzeugen von Porsche und Bugatti erhältlich war. Daimler propagierte, mithilfe von 24 Lautsprechern – darunter auch drei im Fahrzeugdach – einen 3D-Sound erreicht zu haben. Dabei sind die entsprechenden Boxen unmittelbar unter dem Blech montiert, um die Hohlräume als Resonanzkörper nutzen zu können.

### Modellpflege
Im April 2017 wurde auf der Auto Shanghai eine modellgepflegte Version der S-Klasse vorgestellt. Die wichtigste Neuerung war eine veränderte Motorenpalette, wobei als Einstiegsmodelle für Diesel- und Benzin-Fahrzeuge nun Reihensechszylinder-Motoren zur Verfügung standen. Zudem wurde eine Plug-in-Hybrid-Variante mit 50 km elektrischer Reichweite vorgestellt. Allgemeine Änderungen beinhalteten Verbesserungen der Fahrerassistenzsysteme, neue Scheinwerfer und Rücklichter, sowie ein verändertes Innenraum-Design. Mit der neuen ENERGIZING-Steuerung wurden verschiedene Komfortsysteme im Fahrzeug, wie die Massagesitze, Beduftung oder Klimaanlage, vernetzt.

## Motorisierungen

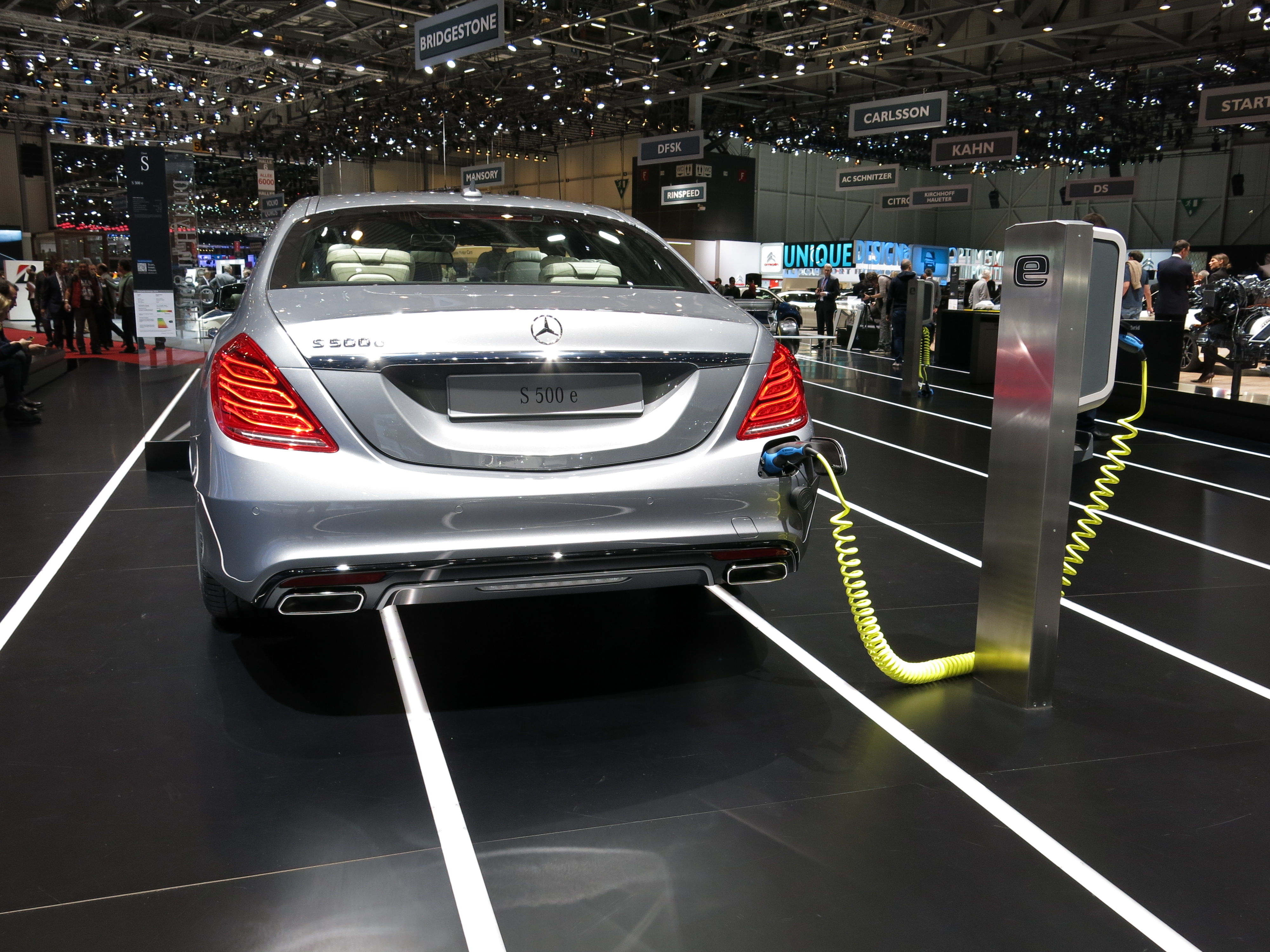
S 500 Plug-in-Hybrid

Zur Markteinführung standen drei Motoren zur Auswahl, darunter ein Ottomotor, ein Ottohybrid und ein Diesel. Der Ottomotor M 278 im S 500 war aus dem Vorgängermodell bekannt und schöpfte aus einem Hubraum von 4,7 l eine Leistung von 335 kW (455 PS). Der S 500 war das weltweit erste Serienfahrzeug mit Ottopartikelfilter. Der Ottohybrid im S 400 HYBRID basierte auf dem 3,5-Liter-V6 der Baureihe M 276. Die Systemleistung wurde mit 225 kW (306 PS) angegeben. Der Dieselmotor S 350 BlueTEC wurde aus der Baureihe 221 übernommen. Die Leistung blieb unverändert bei 190 kW (258 PS). Alle Modelle waren zu Beginn an das 7-Stufen-Automatikgetriebe 7G-TRONIC Plus mit Start-Stopp-Automatik gekoppelt und wurden über die Hinterräder angetrieben.
Im Herbst 2013 wurde die Motorenpalette um den allradangetriebenen S 500 4MATIC und den S 63 AMG mit 430 kW (585 PS) erweitert, Ende März 2014 folgten zum einen die 12-Zylinder-Spitzenmodelle S 600 L und S 65 AMG L, zum anderen der S 300 BlueTEC HYBRID, der auf dem 150 kW (204 PS) leistenden 2,1-Liter-Dieselmotor OM 651 basierte und mit einem Elektromotor mit 20 kW (27 PS) Leistung kombiniert wurde. Außerdem war der Allradantrieb 4MATIC seit März 2014 auch für den S 350 BlueTEC erhältlich.
Seit September 2014 wurde mit dem S 500 e Plug-in-Hybrid die erste S-Klasse mit Plug-in-Hybrid angeboten. In diesem Modell wurde der doppelt aufgeladene 3,0-Liter-V6 der Baureihe M 276 mit einer Leistung von 245 kW (333 PS) mit einem Elektromotor mit 85 kW 116 PS und einem Lithium-Ionen-Akkumulator mit 8,7 kWh Kapazität kombiniert. Durch die Batterie reduzierte sich das Kofferraumvolumen von 530 l auf 400 l. Dieser Antrieb hatte eine rein elektrische Reichweite von 33 km. Der kombinierte Verbrauch wurde mit 2,8 Litern auf 100 km angegeben, der kombinierte CO2-Ausstoß mit 65 g/km.
Mit der Modellpflege im Jahr 2017 erhielt ein größerer Akkumulator Einzug, der eine rein elektrische Reichweite von mehr als 50 km ermöglichte. Ebenso stand dann für den S 500 e erstmals die Möglichkeit des induktiven Ladens als Sonderausstattung zur Verfügung.
Mit Einführung der Ausstattungsvariante Maybach auf dem chinesischen Automarkt im Februar 2015 gab es als Einstiegsbenziner den S 400 4MATIC, dessen Motor, der 3,5-Liter-V6 mit 245 kW (333 PS), schon im S 400 h als Hybrid Verwendung fand, wobei er in letzterem Modell 225 kW (306 PS) leistete. Seit April 2015 war der Motor auch für die kurze und lange S-Klasse erhältlich. Auch im S 500 e L war jener Motor verbaut, allerdings mit einem geringeren Hubraum von 3,0 Litern. Das Motorenangebot des Mercedes-Maybach wurde um eine Allrad-Version auf Basis des S 500 (S 500 4MATIC) erweitert. Nach dem GLE war dieser der zweite Mercedes-Benz, bei dem die 9G-Tronic mit dem Allradantrieb kombiniert wurde. Dazu erfolgte die Umbenennung von BlueTEC in d, PLUG-IN-HYBRID in e, HYBRID in h im Rahmen der Umgestaltung der Fahrzeug- und Motorkennzeichen bei Mercedes-Benz.

### Abmessungen
|                                | S-Klasse (W 222)            | S-Klasse Langversion (V 222) | Maybach (X 222)             | Maybach Pullman (VV 222)    |
| Länge × Breite × Höhe          | 5116 mm × 1899 mm × 1496 mm | 5246 mm × 1899 mm × 1494 mm  | 5453 mm × 1899 mm × 1498 mm | 6499 mm × 1899 mm × 1598 mm |
| Länge × Breite × Höhe (63 AMG) | 5157 mm × 1915 mm × 1501 mm | 5287 mm × 1915 mm × 1499 mm  | —                           | —                           |
| Länge × Breite × Höhe (65 AMG) | —                           | 5287 mm × 1915 mm × 1499 mm  | —                           | —                           |
| Radstand                       | 3035 mm                     | 3165 mm                      | 3365 mm                     | 4418 mm                     |

### Technische Daten (Ottomotoren)
| Kenngrößen                                  | S 400 HYBRID (L) / S 400 h (L) (2)           | S 450 4MATIC (L)                 | S 400 L                           | S 450 (L)                                                            | S 400 4MATIC (L)                  | S 450 (L)                                         | S 450 4MATIC (L)                                  | S 500 (L)                                         | S 500 4 MATIC L    | S 550 HYBRID PLUS L / S 550 e L (2)                | S 500 (L)                                                                | S 500 4MATIC (L)                                                         | S 560 (L)                         | S 560 4MATIC (L)                  | S 560 e L                         | S 63 AMG (L) (2)                        | S 63 AMG 4MATIC L (2)                   | AMG S 63 4MATIC+ L                      | S 600 L                           | AMG S 65 L (2)                    |  |
| Vin code                                    | 222 057 222 157                              | 222 064 222 164                  | 222 165                           | 222 066 222 166                                                      | 222 067 222 167                   | 222 058 222 158                                   | 222 059 222 159                                   | 222 060 222 160                                   | 222 169            | 222 163                                            | 222 082 222 182                                                          | 222 085 222 184 222 185                                                  | 222 083 222 183                   | 222 086 222 186                   | 222 173                           | 222 077 222 177 222 187                 | 222 178                                 | 222 188                                 | 222 176                           | 222 179                           |  |
| Bauzeitraum                                 | 06/2013–06/2017                              |                                  |                                   |                                                                      | 04/2015–06/2017                   | seit 07/2017                                      | seit 07/2017                                      | seit 07/2017                                      |                    | 09/2014–06/2017                                    | 06/2013–06/2017                                                          | 09/2013–06/2017                                                          | seit 07/2017                      | seit 07/2017                      | seit 10/2018                      | 09/2013–06/2017                         | 09/2013–06/2017                         | seit 07/2017                            | seit 04/2014                      | 03/2014–08/2019                   |  |
| Motorbezeichnung *                          | M 276 DE 35                                  | M 276 DE 30 AL                   | M 276 DE 30 AL                    | M 276 DE 30 AL                                                       | M 276 DE 30 AL                    | M 256 E30 DEH LA G R                              | M 256 E30 DEH LA G R                              | M 256 E30 DEH LA G                                | M 256 E30 DEH LA G | M 276 DE 30 AL                                     | M 278 DE 46 AL                                                           | M 278 DE 46 AL                                                           | M 176 DE 40 AL                    | M 176 DE 40 AL                    | M 276 DE 30 AL                    | M 157 DE 55 AL                          | M 157 DE 55 AL                          | M 177 DE 40 AL                          | M 277                             | M 279 E 60 AL                     |  |
| Motorkenndaten                              |                                              |                                  |                                   |                                                                      |                                   |                                                   |                                                   |                                                   |                    |                                                    |                                                                          |                                                                          |                                   |                                   |                                   |                                         |                                         |                                         |                                   |                                   |  |
| Motortyp                                    | V6-Ottomotor + Elektromotor                  | V6-Ottomotor                     | V6-Ottomotor                      | V6-Ottomotor                                                         | V6-Ottomotor                      | R6-Ottomotor + Elektromotor                       | R6-Ottomotor + Elektromotor                       | R6-Ottomotor + Elektromotor                       |                    | V6-Ottomotor + Elektromotor                        | V8-Ottomotor                                                             | V8-Ottomotor                                                             | V8-Ottomotor                      | V8-Ottomotor                      | V6-Ottomotor + Elektromotor       | V8-Ottomotor                            | V8-Ottomotor                            | V8-Ottomotor                            | V12-Ottomotor                     | V12-Ottomotor                     |  |
| Gemischaufbereitung                         | Direkteinspritzung                           | Direkteinspritzung               | Direkteinspritzung                | Direkteinspritzung                                                   | Direkteinspritzung                | Direkteinspritzung                                | Direkteinspritzung                                | Direkteinspritzung                                | Direkteinspritzung | Direkteinspritzung                                 | Direkteinspritzung                                                       | Direkteinspritzung                                                       | Direkteinspritzung                | Direkteinspritzung                | Direkteinspritzung                | Direkteinspritzung                      | Direkteinspritzung                      | Direkteinspritzung                      | Saugrohreinspritzung              | Saugrohreinspritzung              |  |
| Motoraufladung                              | —                                            |                                  |                                   |                                                                      | Biturbo                           | Turbolader                                        | Turbolader                                        | Turbolader und Elektrischer Zusatzverdichter      |                    | Biturbo                                            | Biturbo                                                                  | Biturbo                                                                  | Biturbo                           | Biturbo                           | Biturbo                           | Biturbo                                 | Biturbo                                 | Biturbo                                 | Biturbo                           | Biturbo                           |  |
| Hubraum                                     | 3498 cm³                                     |                                  |                                   |                                                                      | 2996 cm³                          | 2999 cm³                                          | 2999 cm³                                          | 2999 cm³                                          |                    | 2996 cm³                                           | 4663 cm³                                                                 | 4663 cm³                                                                 | 3982 cm³                          | 3982 cm³                          | 2996 cm³                          | 5461 cm³                                | 5461 cm³                                | 3982 cm³                                | 5980 cm³                          | 5980 cm³                          |  |
| max. Leistung                               | 225 kW + 20 kW (306 PS + 27 PS) bei 6500/min |                                  |                                   |                                                                      | 245 kW (333 PS) bei 5250–6000/min | 270 kW + 16 kW (367 PS + 22 PS) bei 5500–6100/min | 270 kW + 16 kW (367 PS + 22 PS) bei 5500–6100/min | 320 kW + 16 kW (435 PS + 22 PS) bei 5900–6100/min |                    | 245 kW + 85 kW (333 PS + 116 PS) bei 5250–6000/min | 335 kW (455 PS) bei 5250–5500/min                                        | 335 kW (455 PS) bei 5250–5500/min                                        | 345 kW (469 PS) bei 5250–5500/min | 345 kW (469 PS) bei 5250–5500/min | 270 kW + 90 kW (367 PS + 122 PS)  | 430 kW (585 PS) bei 5500/min            | 430 kW (585 PS) bei 5500/min            | 450 kW (612 PS) bei 5500–6000/min       | 390 kW (530 PS) bei 4900–5300/min | 463 kW (630 PS) bei 4800–5400/min |  |
| max. Drehmoment                             | 370 Nm + 250 Nm bei 3500–5250/min            |                                  |                                   |                                                                      | 480 Nm bei 1600–4000/min          | 500 Nm bei 1600–4000/min                          | 500 Nm bei 1600–4000/min                          | 520 Nm bei 1800–5500/min                          |                    | 650 Nm bei 1000–4750/min                           | 700 Nm bei 1800–3500/min                                                 | 700 Nm bei 1800–3500/min                                                 | 700 Nm bei 2000–4000/min          | 700 Nm bei 2000–4000/min          | 500 Nm + 440 Nm bei 1800–4500/min | 900 Nm bei 2250–3750/min                | 900 Nm bei 2250–3750/min                | 900 Nm bei 2750–4500/min                | 830 Nm bei 1900–4000/min          | 1000 Nm bei 2300–4300/min         |  |
| Kraftübertragung                            |                                              |                                  |                                   |                                                                      |                                   |                                                   |                                                   |                                                   |                    |                                                    |                                                                          |                                                                          |                                   |                                   |                                   |                                         |                                         |                                         |                                   |                                   |  |
| Antrieb, serienmäßig                        | Hinterradantrieb                             | Allradantrieb                    | Hinterradantrieb                  | Hinterradantrieb                                                     | Allradantrieb                     | Hinterradantrieb                                  | Allradantrieb                                     | Hinterradantrieb                                  | Allradantrieb      | Hinterradantrieb                                   | Hinterradantrieb                                                         | Allradantrieb                                                            | Hinterradantrieb                  | Allradantrieb                     | Hinterradantrieb                  | Hinterradantrieb                        | Allradantrieb                           | Allradantrieb                           | Hinterradantrieb                  | Hinterradantrieb                  |  |
| Fahrwerk, serienmäßig [ optional ]          | Airmatic                                     | Airmatic                         | Airmatic                          | Airmatic                                                             | Airmatic                          |                                                   |                                                   |                                                   |                    | Airmatic [ Magic Body Control ]                    | Airmatic [ Magic Body Control ]                                          | Airmatic                                                                 |                                   |                                   |                                   | Magic Body Control                      | Airmatic                                | Airmatic                                | Magic Body Control                | Magic Body Control                |  |
| Getriebe, serienmäßig                       | 7-Gang-Automatik (7G-Tronic Plus)            | Neunstufen-Automatik (9G-Tronic) | 7-Gang-Automatik (7G-Tronic Plus) | 7-Gang-Automatik (7G-Tronic Plus) / Neunstufen-Automatik (9G-Tronic) | 7-Gang-Automatik (7G-Tronic Plus) | Neunstufen-Automatik (9G-Tronic)                  | Neunstufen-Automatik (9G-Tronic)                  | Neunstufen-Automatik (9G-Tronic)                  |                    | 7-Gang-Automatik (7G-Tronic Plus)                  | 7-Gang-Automatik (7G-Tronic Plus) / Neunstufen-Automatik (9G-Tronic) (3) | 7-Gang-Automatik (7G-Tronic Plus) / Neunstufen-Automatik (9G-Tronic) (3) | Neunstufen-Automatik (9G-Tronic)  | Neunstufen-Automatik (9G-Tronic)  | Neunstufen-Automatik (9G-Tronic)  | AMG SPEEDSHIFT MCT 7-Gang-Sportgetriebe | AMG SPEEDSHIFT MCT 7-Gang-Sportgetriebe | AMG SPEEDSHIFT MCT 9-Gang-Sportgetriebe | 7-Gang-Automatik (7G-Tronic Plus) | AMG SPEEDSHIFT Plus 7G-Tronic     |  |
| Messwerte                                   |                                              |                                  |                                   |                                                                      |                                   |                                                   |                                                   |                                                   |                    |                                                    |                                                                          |                                                                          |                                   |                                   |                                   |                                         |                                         |                                         |                                   |                                   |  |
| Höchstgeschwindigkeit                       | 250 km/h                                     | 250 km/h                         | 250 km/h                          | 250 km/h                                                             | 250 km/h                          | 250 km/h                                          | 250 km/h                                          | 250 km/h                                          | 250 km/h           | 250 km/h                                           | 250 km/h                                                                 | 250 km/h                                                                 | 250 km/h                          | 250 km/h                          | 250 km/h                          | 250 km/h/ 300 km/h (1)                  | 250 km/h/ 300 km/h (1)                  | 250 km/h/ 300 km/h (1)                  | 250 km/h                          | 250 km/h/ 300 km/h (1)            |  |
| Beschleunigung, 0–100 km/h                  | 6,8 s                                        |                                  |                                   |                                                                      | 6,1 s                             | 5,1 s                                             | 4,9 s                                             | 4,8 s                                             |                    | 5,2 s                                              | 4,8 s                                                                    | 4,8 s                                                                    | 4,7 s                             | 4,6 s                             | 5,0 s                             | 4,4 s                                   | 4,0 s                                   | 3,5–3,6 s                               | 4,6 s                             | 4,2–4,3 s                         |  |
| Kraftstoffverbrauch auf 100 km (kombiniert) | 6,3–6,8 l Super                              |                                  |                                   |                                                                      | 8,4 l Super                       | 6,6–6,9 l Super                                   | 7,0–7,3 l Super                                   | 6,6–6,9 l Super                                   |                    | 2,8 l Super                                        | 8,6–9,1 l Super                                                          | 9,1 l Super                                                              | 7,9–8,2 l Super                   | 8,5–8,8 l Super                   | 2,8 l Super                       | 10,1 l Super Plus                       | 10,3 l Super Plus                       | 8,9 l Super Plus                        | 11,1–11,3 l Super Plus            | 11,9 l Super Plus                 |  |
| CO2-Emission (kombiniert)                   | 147–159 g/km                                 |                                  |                                   |                                                                      | 196 g/km                          | 150–157 g/km                                      | 159–167 g/km                                      | 150–157 g/km                                      |                    | 65 g/km                                            | 199–213 g/km                                                             | 213 g/km                                                                 | 181–186 g/km                      | 195–200 g/km                      | 57–59 g/km                        | 237 g/km                                | 242 g/km                                | 203 g/km                                | 259–264 g/km                      | 279 g/km                          |  |
| Abgasnorm nach EU-Klassifikation            | Euro 6                                       | Euro 6                           | Euro 6                            | Euro 6                                                               | Euro 6                            | Euro 6                                            | Euro 6                                            | Euro 6                                            | Euro 6             | Euro 6                                             | Euro 6                                                                   | Euro 6                                                                   | Euro 6                            | Euro 6                            | Euro 6                            | Euro 6                                  | Euro 6                                  | Euro 6                                  | Euro 6                            | Euro 6                            |  |

Technische Daten (Maybachmodelle)
| Kenngrößen                                  | Maybach S 400 4MATIC              | Maybach S 500                     | Maybach S 500 4MATIC              | Maybach S 560                     | Maybach S 560 4MATIC              | Maybach S 600                     | Maybach S 650 (S 680 für chinesischen Markt) | Maybach S 600 Pullman             | Maybach S 650 Pullman             |
| Bauzeitraum                                 | 02/2015–06/2017                   | 02/2015–06/2017                   | 04/2015–06/2017                   | seit 07/2017                      | seit 07/2017                      | 02/2015–06/2017                   | 07/2017–09/2020                              | 2015–2018                         | 2018–2020                         |
| Motorbezeichnung *                          | M 276 DE 30 AL                    | M 278 DE 46 AL                    | M 278 DE 46 AL                    | M 176 DE 40 AL                    | M 176 DE 40 AL                    | M 279 E 60 AL                     | M 279 E 60 AL                                | M 279 E 60 AL                     | M 279 E 60 AL                     |
| Motortyp                                    | V6-Ottomotor                      | V8-Ottomotor                      | V8-Ottomotor                      | V8-Ottomotor                      | V8-Ottomotor                      | V12-Ottomotor                     | V12-Ottomotor                                | V12-Ottomotor                     | V12-Ottomotor                     |
| Gemischaufbereitung                         | Direkteinspritzung                | Direkteinspritzung                | Direkteinspritzung                | Direkteinspritzung                | Direkteinspritzung                | Saugrohreinspritzung              | Saugrohreinspritzung                         | Saugrohreinspritzung              | Saugrohreinspritzung              |
| Motoraufladung                              | Biturbo                           | Biturbo                           | Biturbo                           | Biturbo                           | Biturbo                           | Biturbo                           | Biturbo                                      | Biturbo                           | Biturbo                           |
| Hubraum                                     | 2996 cm³                          | 4663 cm³                          | 4663 cm³                          | 3982 cm³                          | 3982 cm³                          | 5980 cm³                          | 5980 cm³                                     | 5980 cm³                          |                                   |
| max. Leistung                               | 245 kW (333 PS) bei 5250–6000/min | 335 kW (455 PS) bei 5250–5500/min | 335 kW (455 PS) bei 5250–5500/min | 345 kW (469 PS) bei 5250–5500/min | 345 kW (469 PS) bei 5250–5500/min | 390 kW (530 PS) bei 4900–5300/min | 463 kW (630 PS) bei 4800–5400/min            | 390 kW (530 PS) bei 4900–5300/min | 463 kW (630 PS) bei 4800–5400/min |
| max. Drehmoment                             | 480 Nm bei 1600–4000/min          | 700 Nm bei 1800–3500/min          | 700 Nm bei 1800–3500/min          | 700 Nm bei 2000–4000/min          | 700 Nm bei 2000–4000/min          | 830 Nm bei 1900–4000/min          | 1000 Nm bei 2300–4200/min                    | 830 Nm bei 1900–4000/min          | 1000 Nm bei 2300–4200/min         |
| Kraftübertragung                            |                                   |                                   |                                   |                                   |                                   |                                   |                                              |                                   |                                   |
| Antrieb, serienmäßig                        | Allradantrieb                     | Hinterradantrieb                  | Allradantrieb                     | Hinterradantrieb                  | Allradantrieb                     | Hinterradantrieb                  | Hinterradantrieb                             | Hinterradantrieb                  | Hinterradantrieb                  |
| Fahrwerk, serienmäßig [ optional ]          | Airmatic                          | Airmatic [ Magic Body Control ]   | Airmatic                          | Airmatic [ Magic Body Control ]   | Airmatic                          | Magic Body Control                | Magic Body Control                           | Magic Body Control                | Magic Body Control                |
| Getriebe, serienmäßig                       | 7-Gang-Automatik (7G-Tronic Plus) | Neunstufen-Automatik (9G-Tronic)  | Neunstufen-Automatik (9G-Tronic)  | Neunstufen-Automatik (9G-Tronic)  | Neunstufen-Automatik (9G-Tronic)  | 7-Gang-Automatik (7G-Tronic Plus) | 7-Gang-Automatik (7G-Tronic Plus)            | 7-Gang-Automatik (7G-Tronic Plus) | 7-Gang-Automatik (7G-Tronic Plus) |
| Messwerte                                   |                                   |                                   |                                   |                                   |                                   |                                   |                                              |                                   |                                   |
| Höchstgeschwindigkeit                       | 250 km/h                          | 250 km/h                          | 250 km/h                          | 250 km/h                          | 250 km/h                          | 250 km/h                          | 250 km/h                                     | k. A.                             | k. A.                             |
| Beschleunigung, 0–100 km/h                  | 6,3 s                             | 5,0 s                             | 5,0 s                             | 4,9 s                             | 4,9 s                             | 5,0 s                             | 4,7 s                                        | k. A.                             | 6,5 s                             |
| Kraftstoffverbrauch auf 100 km (kombiniert) | k. A.                             | 8,9 l Super                       | 9,4 l Super                       | 8,8 l Super                       | 9,3 l Super                       | 11,7 l Super Plus                 | 12,7 l Super Plus                            | k. A.                             | 14,6 l Super Plus                 |
| CO2-Emission (kombiniert)                   | k. A.                             | 207 g/km                          | 219 g/km                          | 198 g/km                          | 209 g/km                          | 247 g/km                          | 289 g/km                                     | k. A.                             | 330 g/km                          |
| Abgasnorm nach EU-Klassifikation            | Euro 6                            | Euro 6                            | Euro 6                            | Euro 6                            | Euro 6                            | Euro 6                            | Euro 6                                       | Euro 6                            | Euro 6                            |

Technische Daten (Chinesischer Markt)
| Kenngrößen                                  | S 320 L            | S 350 L / S 320 L            | S 350 L            | S 400 L                      | S 400 L 4MATIC               | S 500 e L                         | S 500 L 4MATIC               |
| Vin code                                    | 222 150            | 222 155 222 162              | 222 156            |                              |                              |                                   |                              |
| Bauzeitraum                                 | k. A.              |                              |                    | k. A.                        | k. A.                        | k. A.                             | 2015–2020                    |
| Motorkenndaten                              |                    |                              |                    |                              |                              |                                   |                              |
| Motorbezeichnung *                          | M 264              | M 276 DE 30 AL red.          | M 256              | M 276 DE 35 AL               | M 276 DE 35 AL               | M 276 DE 30 AL                    |                              |
| Motortyp                                    | V6-Ottomotor       | V6-Ottomotor                 | V6-Ottomotor       | V6-Ottomotor                 | V6-Ottomotor                 | V6-Ottomotor + Elektromotor       | V8-Ottomotor                 |
| Gemischaufbereitung                         | Direkteinspritzung | Direkteinspritzung           | Direkteinspritzung | Direkteinspritzung           | Direkteinspritzung           | Direkteinspritzung                | Direkteinspritzung           |
| Motoraufladung                              | Biturbo            | Biturbo                      | Biturbo            | Biturbo                      | Biturbo                      | Biturbo                           | Biturbo                      |
| Hubraum                                     |                    | 2996 cm³                     |                    | 3498 cm³                     | 3498 cm³                     | 2996 cm³                          | 3996 cm3                     |
| Leistung                                    |                    | 200 kW (272 PS) bei 5000/min |                    | 245 kW (333 PS) bei 5250/min | 245 kW (333 PS) bei 5250/min | 325 kW (442 PS) bei 5250–5500/min | 310 kW (422 PS) bei 5500/min |
| max. Drehmoment                             |                    | 400 Nm bei 1300–4500/min     |                    | 480 Nm bei 1400–4000/min     | 480 Nm bei 1400–4000/min     | 650 Nm bei 1000–4750/min          | 600 Nm bei 1900–4000/min     |
| Kraftübertragung                            |                    |                              |                    |                              |                              |                                   |                              |
| Antrieb                                     | Hinterradantrieb   | Hinterradantrieb             | Hinterradantrieb   | Hinterradantrieb             | Allradantrieb                | Hinterradantrieb                  | Allradantrieb                |
| Getriebe                                    | 9G-Tronic          | 7G-Tronic/9G-Tronic          | 9G-Tronic          |                              |                              |                                   |                              |
| Messwerte                                   |                    |                              |                    |                              |                              |                                   |                              |
| Höchstgeschwindigkeit                       | 250 km/h           | 250 km/h                     | 250 km/h           | 250 km/h                     | 250 km/h                     | 250 km/h                          | 250 km/h                     |
| Beschleunigung 0–100 km/h                   |                    | 7,1 s                        |                    | 6,8 s                        | 6,8 s                        | 5,7 s                             | 4,9 s                        |
| Kraftstoffverbrauch auf 100 km (kombiniert) |                    | 8,0 l Super                  |                    | 8,2 l Super                  | 9,3 l Super                  | 2,8 l Super                       | 10,5 l Super                 |
| CO2-Emission (kombiniert)                   |                    | 189 g/km                     |                    | 194 g/km                     | 225 g/km                     | 67 g/km                           | ca. 252 g/km                 |
| Abgasnorm nach EU-Klassifikation            | Euro 6             | Euro 6                       | Euro 6             | Euro 6                       | Euro 6                       | Euro 6                            | Euro 6                       |

### Technische Daten (Dieselmotoren)
| Kenngrößen                                  | S 300 BlueTEC HYBRID (L) / S 300 h (L) (2)   | S 350 BlueTEC (L) / S 350 d (L) (2) / S 350 CDI L                        | S 350 BlueTEC 4MATIC (L) / S 350 d 4 MATIC (2)                           | S 350 d (L)                       | S 350 d 4MATIC (L)                | S 400 d (L)                       | S 400 d 4MATIC (L)                |
| Vin Code                                    | 222 004 222 104                              | 222 032 222 132 222 123                                                  | 222 033 222 133                                                          | 222 020 222 120                   | 222 021 222 121                   | 222 034 222 134                   | 222 035 222 135                   |
| Bauzeitraum                                 | 03/2014–06/2017                              | 06/2013–06/2017                                                          | 03/2014–06/2017                                                          | 07/2017–09/2020                   | 07/2017–09/2020                   | 07/2017–09/2020                   | 07/2017–09/2020                   |
| Motorbezeichnung *                          | OM 651 DE 22 LA                              | OM 642 LS DE 30 LA                                                       | OM 642 LS DE 30 LA                                                       | OM 656 DE 29 LA                   | OM 656 DE 29 LA                   | OM 656 DE 29 LA                   | OM 656 DE 29 LA                   |
| Motorkenndaten                              |                                              |                                                                          |                                                                          |                                   |                                   |                                   |                                   |
| Motortyp                                    | R4-Dieselmotor + Elektromotor                | V6-Dieselmotor                                                           | V6-Dieselmotor                                                           | R6-Dieselmotor                    | R6-Dieselmotor                    | R6-Dieselmotor                    | R6-Dieselmotor                    |
| Gemischaufbereitung                         | Common-Rail-Direkteinspritzung               | Common-Rail-Direkteinspritzung                                           | Common-Rail-Direkteinspritzung                                           | Common-Rail-Direkteinspritzung    | Common-Rail-Direkteinspritzung    | Common-Rail-Direkteinspritzung    | Common-Rail-Direkteinspritzung    |
| Motoraufladung                              | Biturbo                                      | Turbolader                                                               | Turbolader                                                               | Turbolader                        | Turbolader                        | Turbolader                        | Turbolader                        |
| Hubraum                                     | 2143 cm³                                     | 2987 cm³                                                                 | 2987 cm³                                                                 | 2925 cm³                          | 2925 cm³                          | 2925 cm³                          | 2925 cm³                          |
| max. Leistung                               | 150 kW + 20 kW (204 PS + 27 PS) bei 4200/min | 190 kW (258 PS) bei 3600/min                                             | 190 kW (258 PS) bei 3600/min                                             | 210 kW (286 PS) bei 3400–4600/min | 210 kW (286 PS) bei 3400–4600/min | 250 kW (340 PS) bei 3400–4600/min | 250 kW (340 PS) bei 3400–4600/min |
| max. Drehmoment                             | 500 Nm + 250 Nm bei 1600–1800/min            | 620 Nm bei 1600–2400/min                                                 | 620 Nm bei 1600–2400/min                                                 | 600 Nm bei 1200–3200/min          | 600 Nm bei 1200–3200/min          | 700 Nm bei 1200–3200/min          | 700 Nm bei 1200–3200/min          |
| Kraftübertragung                            |                                              |                                                                          |                                                                          |                                   |                                   |                                   |                                   |
| Antrieb, serienmäßig                        | Hinterradantrieb                             | Hinterradantrieb                                                         | Allradantrieb                                                            | Hinterradantrieb                  | Allradantrieb                     | Hinterradantrieb                  | Allradantrieb                     |
| Fahrwerk, serienmäßig                       | Airmatic                                     | Airmatic                                                                 | Airmatic                                                                 | Airmatic                          | Airmatic                          | Airmatic                          | Airmatic                          |
| Getriebe, serienmäßig                       | 7-Gang-Automatik (7G-Tronic Plus)            | 7-Gang-Automatik (7G-Tronic Plus) / Neunstufen-Automatik (9G-Tronic) (2) | 7-Gang-Automatik (7G-Tronic Plus) / Neunstufen-Automatik (9G-Tronic) (2) | Neunstufen-Automatik (9G-Tronic)  | Neunstufen-Automatik (9G-Tronic)  | Neunstufen-Automatik (9G-Tronic)  | Neunstufen-Automatik (9G-Tronic)  |
| Messwerte                                   |                                              |                                                                          |                                                                          |                                   |                                   |                                   |                                   |
| Höchstgeschwindigkeit                       | 240 km/h                                     | 250 km/h                                                                 | 250 km/h                                                                 | 250 km/h                          | 250 km/h                          | 250 km/h                          | 250 km/h                          |
| Beschleunigung, 0–100 km/h                  | 7,6 s                                        | 6,8 s                                                                    | 6,8 s                                                                    | 6,0 s                             | 5,8 s                             | 5,4 s                             | 5,2 s                             |
| Kraftstoffverbrauch auf 100 km (kombiniert) | 4,4–4,7 l Diesel                             | 5,5–6,0 l Diesel                                                         | 5,9–6,4 l Diesel                                                         | 5,1–5,4 l Diesel                  | 5,5–5,7 l Diesel                  | 5,2–5,4 l Diesel                  | 5,6–5,7 l Diesel                  |
| CO2-Emission (kombiniert)                   | 115–124 g/km                                 | 146–158 g/km                                                             | 156–168 g/km                                                             | 134–139 g/km                      | 145–150 g/km                      | 135–139 g/km                      | 147–150 g/km                      |
| Abgasnorm nach EU-Klassifikation            | Euro 6                                       | Euro 6                                                                   | Euro 6                                                                   | Euro 6                            | Euro 6                            | Euro 6                            | Euro 6                            |

* Die Motorbezeichnung ist wie folgt verschlüsselt:
M = Motor (Otto), OM = Ölmotor (Diesel), Baureihe = 3-stellig, DE = Direkteinspritzung, E = Saugrohreinspritzung, Hubraum = Deziliter (gerundet), A = Abgasturbolader, L = Ladeluftkühlung, LA = wie AL, DEH = Direkteinspritzung Homogen, G = boostfähiger Starter-Generator, R = leistungsreduziert, red. = reduzierte/r Leistung/Hubraum

## Absatz
Ende Juni 2014 wurde die 100.000. Limousine knapp ein Jahr nach Produktionsbeginn Mitte Juni 2013 ausgeliefert. Im ersten Halbjahr 2014 wurden weltweit 49.262 Einheiten der Baureihe 222 ausgeliefert, davon 11.231 in den USA, 4.489 in Deutschland und 3.260 in Japan. Im Gesamtjahr 2014 wurden weltweit 103.737, 2016 84.300, 2017 70.000 und 2018 77.927 Limousinen ausgeliefert. Dies war der beste Wert seit Bestehen der S-Klasse 1972.
Ende November 2019 lief die 500.000. Einheit der Baureihe 222 in Sindelfingen vom Band. Laut Daimler war China mit mehr als einem Drittel der ausgelieferten Fahrzeuge der größte Markt.